# Фолкландска лисица
Фолкландска лисица, фолкландски пас, антарктички вук, вара или фолкландски вук (лат. Dusicyon australis) је изумрла врста сисара из породице паса.

## Распрострањење
Ареал врсте је био ограничен на Фолкландска Острва. Била је присутна на оба острва овог архипелага.

## Изумирање
Фолкландска лисица је изумрла, што значи да нису познати живи примерци. Након доласка првих људи на Фолкландска острва у 17. веку, уопште није имала страха од људи, већ им је знатижељно прилазила. Након насељавања острва, досељеници су је убијали због крзна, а касније тровали да би заштитили своја стада оваца. Последњи примерак је убијен 1876.
- Фолкландска лисица, примерак који се чува у музеју Отаго
- Крзно фолкландске лисице из примерка чуваног у музеју Отаго
- Фолкландска лисица